# Odynerus oppugnator
Odynerus oppugnator är en stekelart som beskrevs av Giordani Soika. Odynerus oppugnator ingår i släktet lergetingar, och familjen Eumenidae. Inga underarter finns listade i Catalogue of Life.